# Kamacops
Kamacops là một chi động vật lưỡng cư dissorophidae tuyệt chủng.

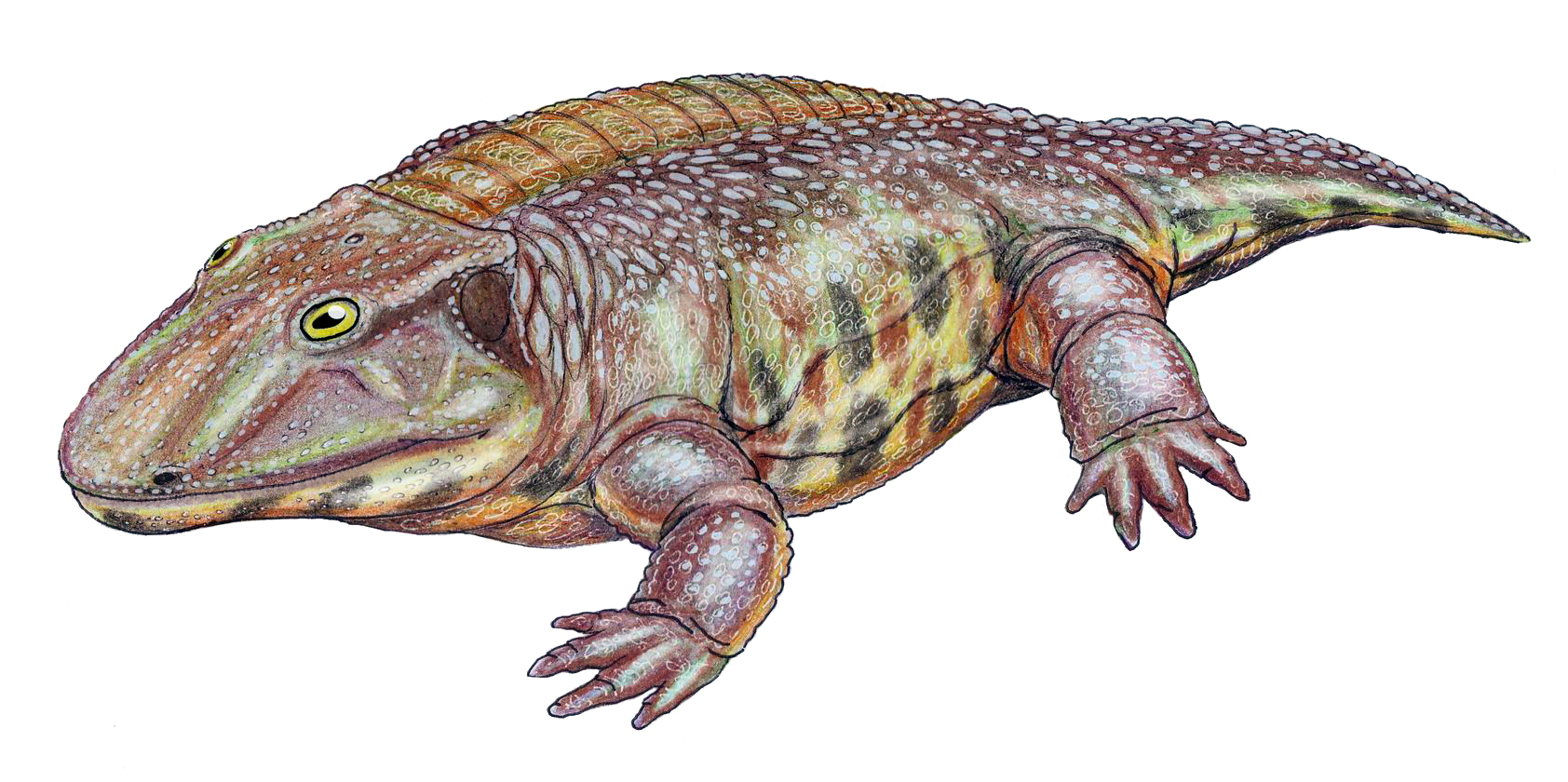
Khôi phục Kamacops acervalis

## Hình ảnh

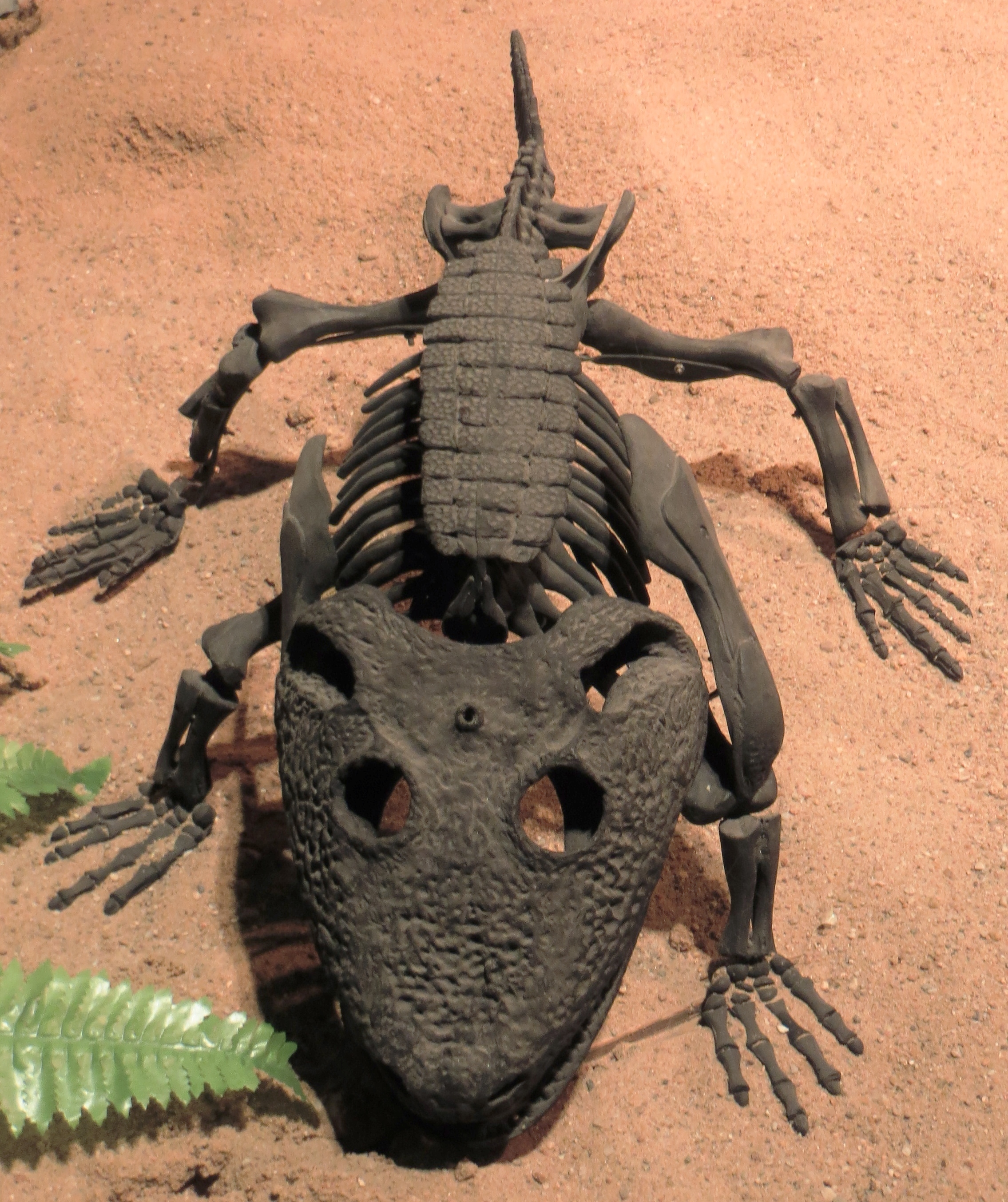